# InterCityLyn

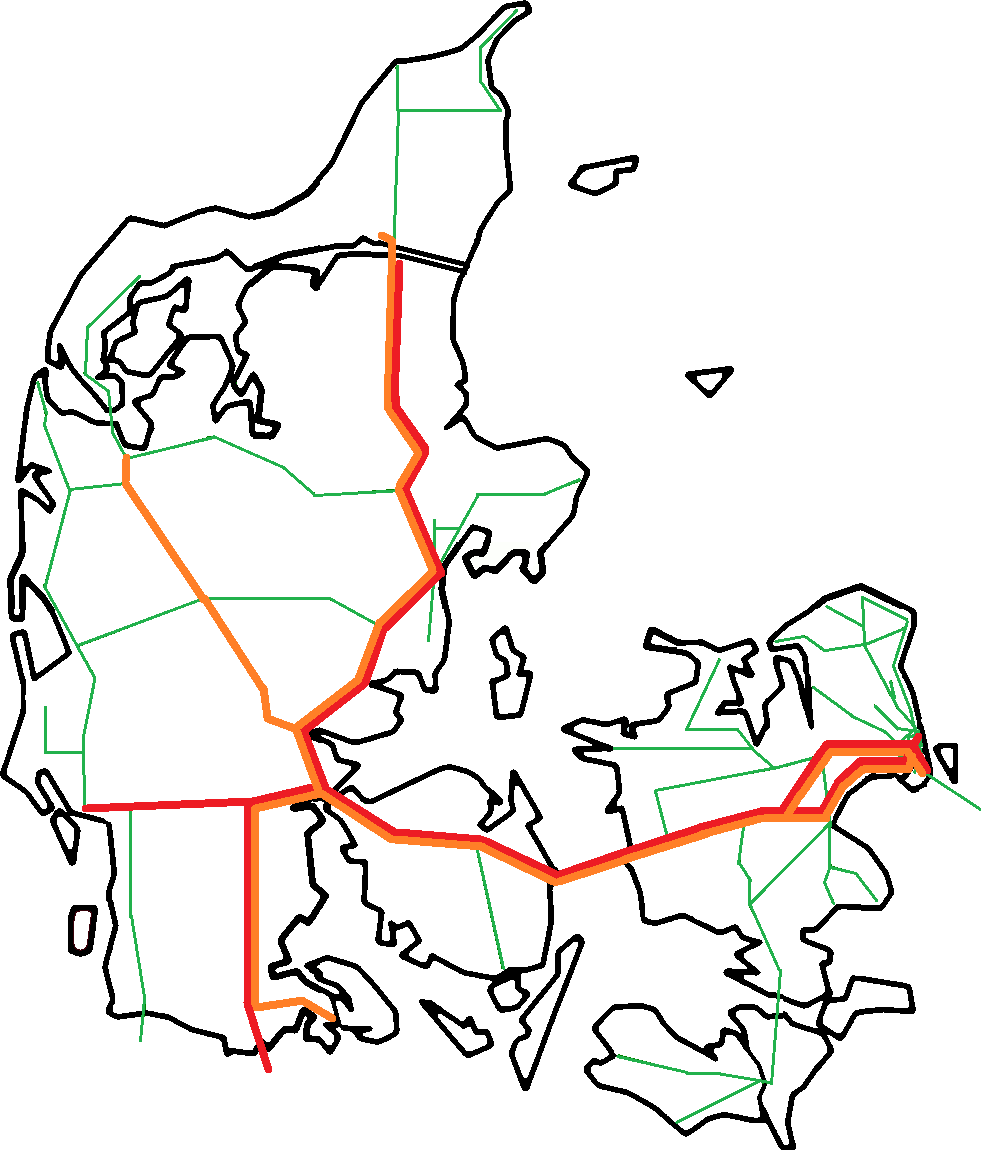
De InterCityLyn diensten in het oranje

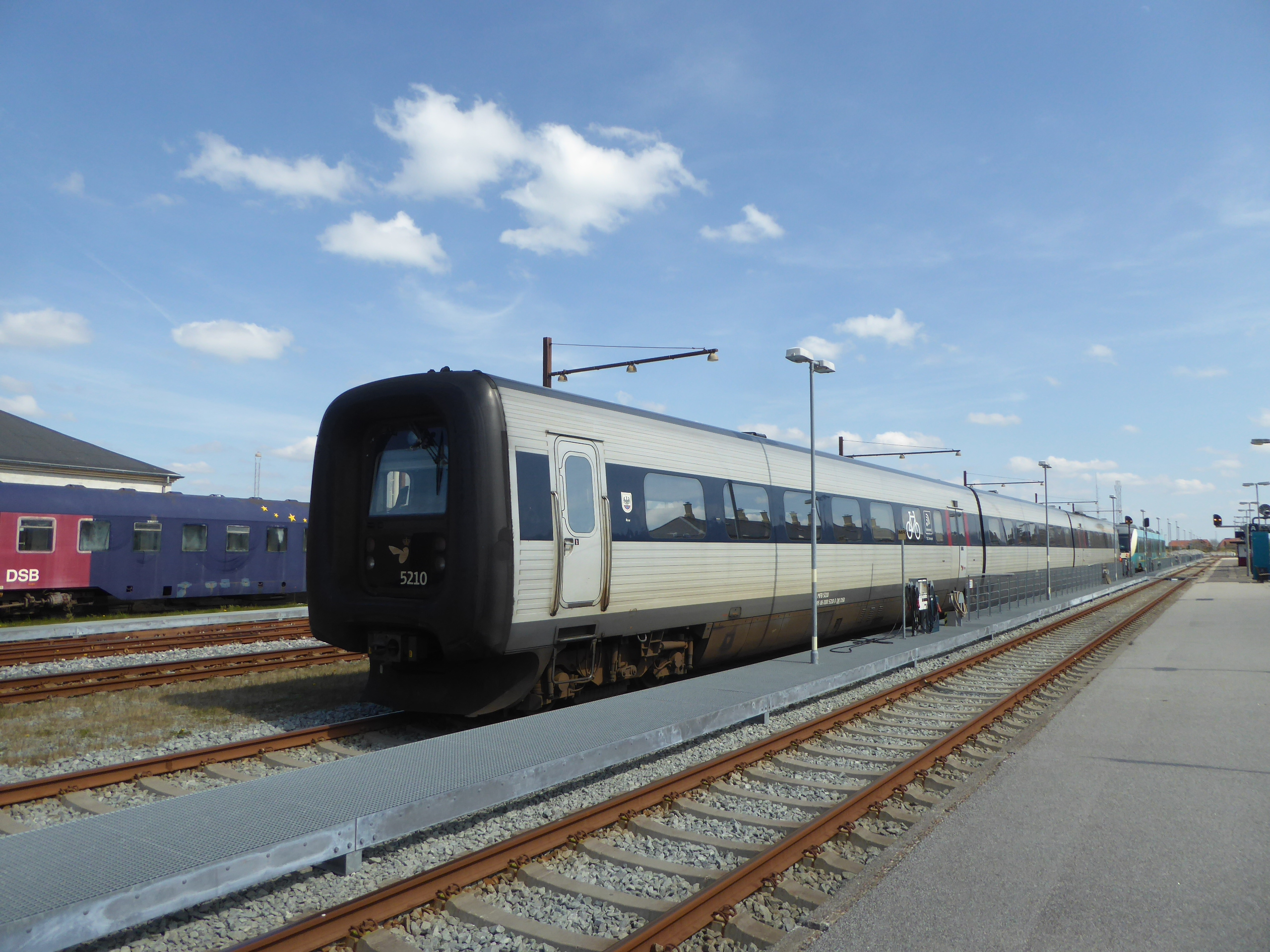
InterCityLyn in Struer (2017)

InterCityLyn  is de naam van de snelste intercitytreindiensten van de Deense DSB. Deze werden tot 1997 Lyntog (Bliksemtrein) genoemd. De treindienst heeft sinds 13 december 2020 drie lijnen die allemaal Københavns Lufthavn als oostelijk eindpunt hebben:
- 1x per uur Københavns Lufthavn- Aalborg Lufthavn (vier keer per dag aangevuld met een slag die niet rijdt ten noorden van Aarhus).
- 1x per twee uur Københavns Lufthavn-Struer.
- 1x per twee uur Københavns Lufthavn-Sønderborg.

De naam bliksemtrein moet de hoge snelheid van de dienst benadrukken. Hoge snelheid heeft hier echter vooral betrekking op de kortere reistijd ten opzichte van het andere treinverkeer omdat buiten de hogesnelheidslijn Kopenhagen Zuid – Ringsted (57 km) een baanvaksnelheid geldt van 180 km/u en op Jutland vaak zelfs nog lager. De tijdswinst ten opzichte van de InterCity-treinen wordt vooral bereikt door bij minder stations onderweg te stoppen. 

## Geschiedenis
In 1931 duurde de treinreis tussen Kopenhagen en Aarhus minimaal 8 uur en 20 minuten. Onderweg moest vier keer van de trein op de boot of omgekeerd worden overgestapt, ten oosten van Funen betrof dit de veerboot over de Grote Belt tussen Korsør en Nyborg, ten westen van Funen betrof dit de veerboot tussen Strib en Fredericia. 
Het zwaartepunt van de treinverbindingen tussen de hoofdstad en de andere landsdelen lag voornamelijk op twee clusters per etmaal: een dag- en een nachtverbinding, elk bestaande uit 2-3 sneltreinen die binnen enkele uren na elkaar vertrokken. Bijna al het uitgaande verkeer van de hoofdstad naar Funen en Jutland vertrok tussen 8 en 9 uur 's ochtends en tussen 20 en 23:30 uur 's avonds. De capaciteit van de veerboot over de Kleine Belt was beperkt zodat alleen goederenwagons en postrijtuigen werden overgezet, treinreizigers moesten te voet in- en uitschepen, dit gold ook voor de reizigers van de nachttreinen die tussen 2 en 4 uur 's ochtends werden overgezet. 
In de jaren 30 van de 20e eeuw werden in Denemarken meerdere gecombineerde bruggen voor zowel trein als auto, Kleine Belt (1935), Storstrøm (1937) en de Oddesund (1938), gebouwd. Hierdoor was het versnipperde Deense spoorwegnet voortaan nog maar in twee deelnetten verdeeld die via de spoorpont over de Grote Belt met elkaar verbonden waren. De opening van de brug over de Kleine Belt en het, in samenhang daarmee gebouwde, nieuwe station van Fredericia in 1935 had waarschijnlijk het grootste belang voor het land. Met de Kleine Beltbrug was het mogelijk om de reistijd tussen de hoofdstad en de grote provinciesteden met 40% te verkorten.
De Deense spoorwegen begonnen hierop een treindienst, onder de naam Lyntog met dieseltreinstellen tussen Kopenhagen en Aarhus, die dankzij de brug en de dieseltractie aanzienlijk sneller was dan de stoomtrein. Voor de uitvoering van de dienst werden vier dieseltreinstellen besteld die qua lengte op de spoorpont over de Grote Belt tussen Nyborg en Korsør pasten en dan ook zelf op de boot gingen, waarmee ook een einde kwam aan de tijdrovende overstap tussen trein en boot.

## Rollend materieel
| Reeks                     | Afbeelding | Samenstelling             | In de reizigersdienst | Max. snelheid (reizigersdienst) | Max. snelheid (proefritten)        | Fabrikant                    | Aantal treinstellen                    | Uitgerangeerd                                                         |
| ------------------------- | ---------- | ------------------------- | --------------------- | ------------------------------- | ---------------------------------- | ---------------------------- | -------------------------------------- | --------------------------------------------------------------------- |
| MS                        |            | MS-AA-MS                  | mei 1935              | 120 km/u                        | 162 km/u                           | Frichs (Aarhus) Denemarken   | 4 driebaksstellen                      | 1970-1973                                                             |
| MB                        |            | MB-AB-FJ-MB               | 1937                  | 120 km/u                        | -                                  | Frichs (Aarhus) Denemarken   | 4 vierbaksstellen                      | 1967-1973                                                             |
| MA (vanaf 1984 Sølvpilen) |            | MA-AM-BR-BS + BS-BM-AM-MA | 1963                  | 120 km/u/ 140 km/u              | 160 (opgegeven max. snelheid)      | MAN/LHB (Nürnberg) Duitsland | 11 MA, 10 AM, 6 BR, 6 BM en 10 BS      | 1990. In 1991 verkocht aan Polen, gesloopt in 1994                    |
| Prototype lyntog          |            | BFS-AFM-CFM-BFM-BFS       | 1982                  | 140 km/u                        | 160 km/u (opgegeven max. snelheid) | Scandia (Randers) Denemarken | 2 stammen van vijf getrokken rijtuigen | Vanaf 1991 boottrein Kopenhagen-Kalundborg In 1995 verkocht aan Iran. |
| IC3                       |            | MFA-FF-MFB                | 1990                  | 140 km/u/ 180 km/u              | 204,6 km/u op 22 okt 1991          | Scandia (Randers) Denemarken | 96 treinstellen                        | In dienst                                                             |
| IR4                       |            | ER-FR-FR-ER               | 1995                  | 140 km/u/ 180 km/u              | 208 km/u                           | Scandia (Randers) Denemarken | 44 treinstellen                        | In dienst                                                             |
| IC4                       |            | MG-FG-FH-MG               | 2007                  | 180 km/u                        |                                    | AnsaldoBreda Italië          | 82 treinstellen                        | In dienst                                                             |

Daarnaast zijn een aantal lyntogdiensten geheel of gedeeltelijk verzorgd door traditionele door locomotieven getrokken treinen (in de volksmond zwarte hogesnelheidstreinen genoemd) of treinstellen van de reeks MO, beide met verschillende samenstellingen.

### Reeks MS en MB (1935-1973)
De eerste Lyntog van Denemarken werd gereden met een dieseltreinstel van de reeks MS die speciaal voor dit doel werd gebouwd en in mei 1935 in gebruik werd genomen tussen Kopenhagen, Aarhus en Aalborg samen met de opening van de Kleine Beltbrug. In tegenstelling tot andere passagierstreinen in die tijd, reden de MS-treinstellen wel aan boord van de veerboten over de Grote Belt. In één klap werd de reistijd tussen Kopenhagen en Aalborg teruggebracht van 10 1/2 naar 6 1/2 uur. Kort na het begin van de reizigersdienst vestigde een treinstel van drie bakken tussen Vigerslev en Roskilde een Deens snelheidsrecord van 162 km/u.
Aanvankelijk werden vier treinstellen van de reeks MS aangeschaft, in 1937 werd de MS aangevuld met vier vierdelige treinstellen van de reeks MB. Deze reeks had ook jacobsdraaistellen en verschilde slechts van de MS door een extra bak met 76 zitplaatsen 2e klas. Het aantal MB stellen steeg in 1938 naar vijf omdat na een brand het betreffende MS stel tot MB werd omgebouwd. De ombouw was echter nog in gang bij de Duitse inval in Denemarken op 9 april 1940 en het “nieuwe” treinstel bleef voorlopig in de opslag. De lyntogdiensten werden gestaakt en de treinstellen werden tot de bevrijding in 1945 opgeslagen in depot Helgoland bij Kopenhagen. In de daaropvolgende jaren werden er voorstellen gedaan om meer lyntogstellen aan te schaffen om dienst te doen als boottrein voor de veerboten tussen Esbjerg en Engeland, maar dit werd niet doorgevoerd. De aanvullende capaciteit werd gerealiseerd door treinen die werden getrokken door motorwagens van de reeks MO die tegelijk met de reeksen MS en MB waren ontwikkeld. Voor de lyntogdienst Englænderen als boottrein werden ook tweebakstreinstellen van de reeks MK-FK en de vast gekoppelde dubbele rijtuigen met jacobsdraaistel van de reeks AD-AY ingezet.

### Reeks MA (1963-1990)
Rond 1960 werd duidelijk dat de vooroorlogse treinen vervangen moesten worden. Hiervoor werd gekeken naar de landen ten zuiden van Denemarken die in 1957 het Trans Europ Express net hadden opgezet met snelle, comfortabele treinen. De keuze viel op de Duitse VT 11.5, die aangepast moest worden aan de Deense omstandigheden. De Duitse treinstellen hadden twee motorkoppen en vijf tussenrijtuigen, deze zouden daardoor echter te lang zijn voor de spoorponten op de Grote Belt. De spoorponten zouden vier rijtuigen achterelkaar kunnen bergen en de oplossing was het splitsen van de treinstellen, die in de Deense versie zes tussenrijtuigen kregen, in het midden zodat twee halve treinstellen, reeks MA naast elkaar op de boot konden. Het betekende ook dat je de treinen op de ver van Kopenhagen af liggende lijnen kon splitsen, bijvoorbeeld in Langå waar een helft richting Frederikshavn reed en de  andere richting Struer. Aanvankelijk werd in 1963 materieel aangeschaft voor vijf halve treinstellen, in 1966 werden nog eens vijf halve treinstellen besteld. De nieuwe treinen waren ook flexibeler dan de oude, omdat een half treinstel een rijtuig meer of minder kon hebben, afhankelijk van de behoefte, hoewel de samenstelling met een motorkop, twee tussenrijtuigen en een stuurrijtuig standaard was.
De nieuwe treinen zorgden ervoor dat de oude treinstellen uit de jaren 30 elders konden worden ingezet. Er werden nieuwe sneltreinen geïntroduceerd die echter werden gereden door getrokken treinen. De MS en MB waren korte tijd te zien in stoptreinen en hun laatste dienst was de internationale trein tussen Kopenhagen en Berlijn. In 1973 werden ze uitgerangeerd, een treinstel van de reeks MS ging naar het spoorwegmuseum in Odense terwijl de rest gesloopt werd. Ondertussen groeide het aantal door locomotieven getrokken lyntogdiensten echter gestaag totdat bij de ingang van de zomerdienstregeling in 1974 het nieuwe InterCity-concept werd geïntroduceerd. De door locomotieven getrokken lyntogdiensten en de sneltreinen werden vervangen door met locomotieven getrokken InterCity-treinen die een uurdienst onderhielden waarbij de rijtuigen werden overgezet met de spoorponten over de Grote Belt. De Lyntog bleef bestaan in de vorm van vier slagen verzekerd door de reeks MA.

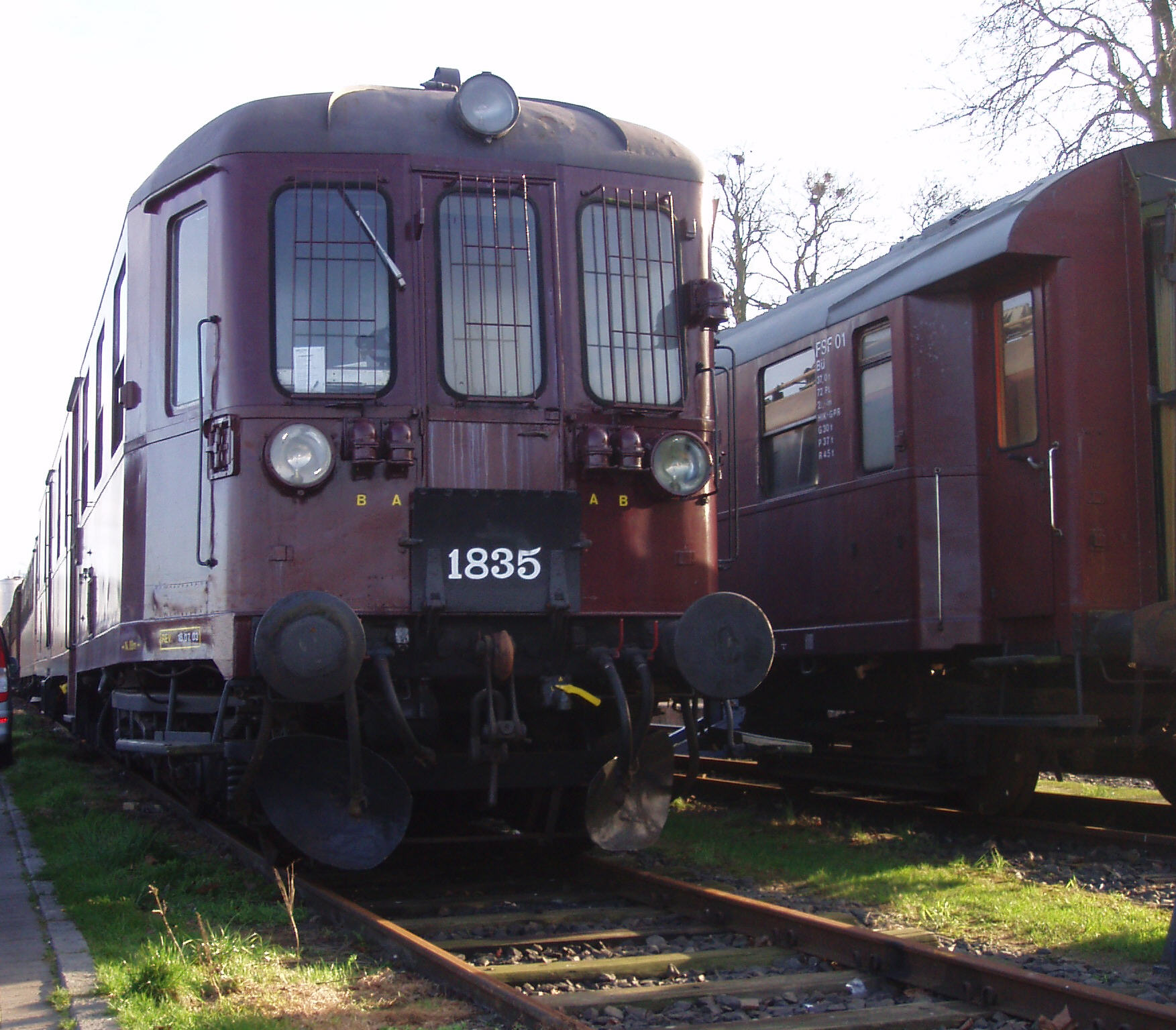
Motorwagen reeks MO.
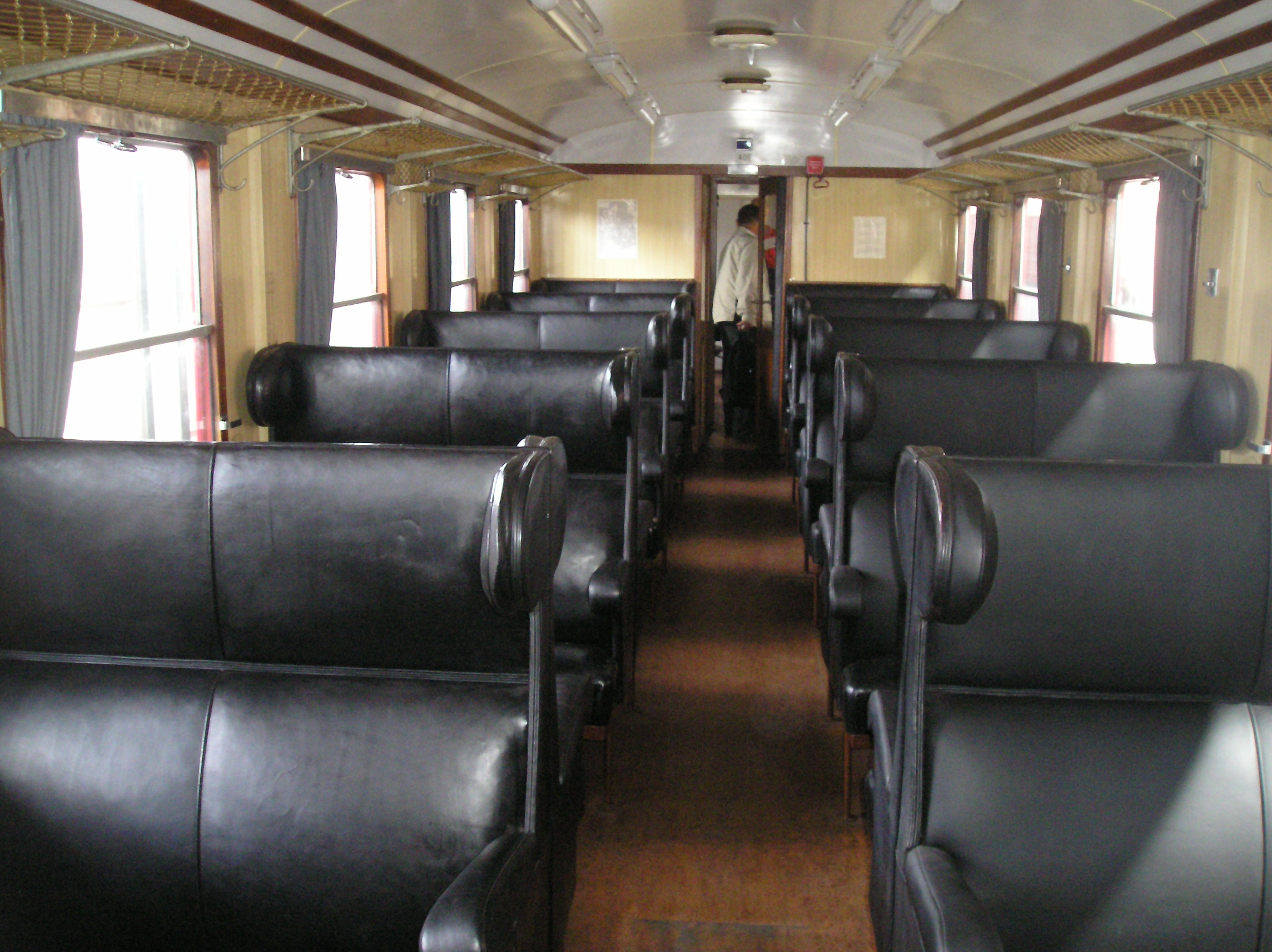
Interieur van de reeks MS.
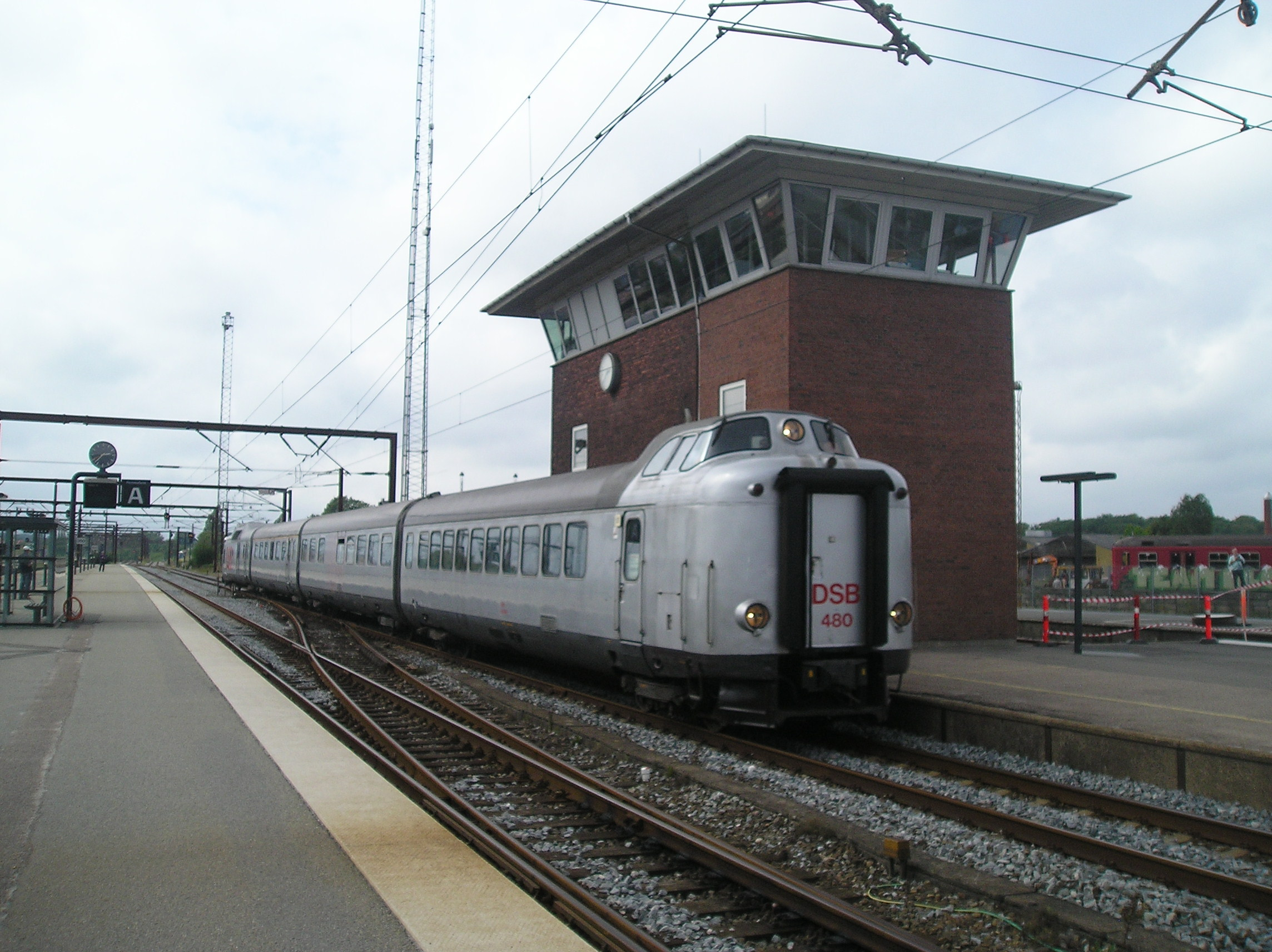
Halve MA in zilverpijl kleuren met stuurrijtuig op kop.

### Reeks IC5 (1982-1992)
In het midden van de jaren 70 van de 20e eeuw werd gewerkt aan een opvolger van de MA, nu in de vorm van stammen bestaande uit vijf rijtuigen, die prototypelyntog en ook APO-lyn werden genoemd. Een stam zou twee stuurstandrijtuigen en drie tussenrijtuigen krijgen en worden getrokken of geduwd door een locomotief. Dit gebeurde in verband met de in gang gezette elektrificatie zodat het mogelijk zou zijn om zowel elektrische als diesellocomotieven te gebruiken. Twee prototypes werden geleverd in 1981 en werden in 1982-1983 gebruikt in een aparte slag tussen Kopenhagen en Aarhus. Ondanks alle denkbare comfort brachten ze echter niet het gewenste succes, ze waren onder andere veel te zwaar en er werd besloten om voor het toekomstige treinverkeer te investeren in treinstellen. In plaats daarvan werden ze vervolgens een paar jaar gebruikt als InterCity-treinen en vanaf 1991 als boottreinen naar Kalundborg, voordat ze in 1995 werden uitgerangeerd en verkocht aan Iran.
De reeks MA moest langer in dienst blijven en werd daartoe vanaf 1984 opgeknapt waarna ze in een zilveren kleurstelling als zilverpijlen terugkeerden in dienst.

### Reeks IC3 (1990-heden)
Er lag echter een nieuw ontwerp op de tekentafel in de vorm van driedelige dieseltreinstellen, IC3, die na een paar jaar vertraging in 1990 de reeks MA vervingen. Het nieuwe treinstel was net als de MA ontworpen om onderweg gesplitst of samengevoegd te kunnen worden. Waar de MA slechts in tweeën kon worden gedeeld, werd de IC3 ontworpen om aan beide uiteinden te worden gekoppeld, zodat tot maximaal vijf treinstellen in treinschakeling kunnen worden gekoppeld. In de eerste jaren was dit aantal echter niet mogelijk want tot de opening van de  Grote Beltverbinding in 1997 bepaalden de veerboten nog steeds de lengte. Voor de reeks MA betekende de instroom van de IC3 het einde. Een halve MA is ondergebracht in het  spoorwegmuseum, terwijl de rest werd geschonken aan een particuliere spoorweg in Polen. Hier hebben ze echter slechts een paar maanden gefunctioneerd voordat ze in 1994 werden gesloopt.
Omdat er steeds meer van de aanvankelijk 85 bestelde IC3's werden geleverd, vervingen ze ook de door locomotieven getrokken InterCity's. Met ingang van de zomerdienstregeling in 1991 namen zij het InterCity-verkeer volledig over, en verdwenen de lyntogdiensten volledig. Het concept keerde echter al in de winterdienstregeling van 1993 terug als "InterCity Express". In de  winterdienstregeling van 1994 werd de naam gewijzigd in de vroegere naam Lyntog, om met ingang van de zomerdienstregeling van 1997 weer te veranderen, nu in InterCityLyn.

### Reeks IR4 (1995-heden)
Voor wat betreft het rollend materieel maakte de aanleg van de Grote Beltverbinding de inzet van elektrische treinstellen in de InterCityLyn diensten mogelijk. De vierbaks elektrische IR4 is een doorontwikkeling van de IC3 die ook onderling in treinschakeling kunnen rijden, wat wordt gebruikt om extra capaciteit te bieden tussen Kopenhagen en Fredericia. Beide hebben een topsnelheid van 180 km/u wat sinds 1998 ook wordt gehaald. Naast de dienst als InterCity en InterCityLyn worden de twee typen treinstellen ook ingezet als stoptreinen en tot eind 2019 ook als EuroCity tussen Kopenhagen en Hamburg.

### Reeks IC4 (2007-heden)
De nieuwste aanwinst is het dieselaangedreven vierwagentreinstel IC4, dat bedoeld was als nieuwe lyntog aan het begin van de 21e eeuw ter vervanging van de IC3. De nieuwe trein werd echter geplaagd door tal van leveringsproblemen en technischestoringen. Hoewel de eerste treinen in 2007 in proefbedrijf kwamen, werden in 2015 nog slechts enkele van 82 treinstellen ingezet als InterCityLyn. Als gevolg van het zo veroorzaakte materieel tekort was DSB soms genoodzaakt lyntogdiensten uit te voeren met dubbeldeksrijtuigen getrokken door een diesellocomotief van de reeks ME.
Zodoende blijft de IC3 de ruggengraat van het InterCityLyn-verkeer. In de dienstregeling van 2015 kwam er een uurdienst tussen Kopenhagen en Aalborg, waarvan een aantal treinen doorreed naar Frederikshavn. Daarnaast is er om het uur een rit via Herning naar Struer. Voorheen reed deze trein één of twee keer per dag door naar Thisted, maar dat deel is in december 2019 vervallen.

## Namen van de lyntog
Vanaf de invoering in 1935 tot en met 1991 werden de lyntogdiensten genoemd naar het geografische gebied waar ze, van uit Kopenhagen gezien, naar toe reden. Met uitzondering van de Storebælt/Lillebælt en Morgenlynet droegen de treinen dezelfde naam in beide richtingen.  In de periode 1965-1974 reden sommige diensten met meerdere treinstellen of stammen zodat bijvoorbeeld de Gudenåen zichzelf tegen kwam in Silkeborg. Tijdens de Tweede Wereldoorlog lag de hele Lyntogdienst stil. De Englænderen reed niet in de periode 1939-1946, terwijl de Kronjyden, Midtjyden, Nordjyden, Vesterhavet en Østjyden niet reden in de periode 1940-1945.
| Naam              | Periode   | Route bij opheffing                                                        | Opmerkingen |
| ----------------- | --------- | -------------------------------------------------------------------------- | --- |
| Aros              | 1963-1974 | København – Aalborg                                                        | |
| Englænderen       | 1937-1961 | København – Esbjerg Havn                                                   | Na 1991 voortgezet als sneltrein.                                                                                            |
| Fynboen           | 1968-1974 | København – Århus                                                          | Op de terugweg vanaf Fredericia.                                                                                             |
| Gudenåen          | 1965-1974 | København – Skanderborg – Herning                                          | |
| Hosekræmmeren     | 1963-1967 | Thisted - Herning - København                                              | Versterkingsrit bij drukte.                                                                                                  |
| Kongeåen          | 1966-1991 | København – Kolding – Sønderborg /- Esbjerg – Struer                       | |
| Kronjyden         | 1935-1949 | København – Frederikshavn                                                  | Vervangen door Vendsyssel |
| Lillebælt         | 1963-1974 | København – Frederikshavn                                                  | In de andere richting Storebælt                                                                                              |
| Limfjorden        | 1949-1991 | Helsingør – København – Vejle – Thisted /- Langå – Frederikshavn /- Struer | Herning-Thisted-tak alleen in 1990-1991                                                                                      |
| Midtjyden         | 1937-1949 | København – Langå – Struer – Holstebro                                     | Vervangen door Nordvestjyden                                                                                                 |
| Morgenlynet       | 1990-1991 | Struer -/ Århus – Vejle – København                                        | Alleen richting Kopenhagen                                                                                                   |
| Nordjyden         | 1937-1991 | København – Vejle – Struer /- Langå – Frederikshavn /- Struer              | Herning-Struer-tak alleen in 1990-1991                                                                                       |
| Nordvestjyden     | 1949-1963 | København – Langå – Struer                                                 | Vervangen door Nordjyden |
| "Prototypelyntog" | 1982-1983 | København - Århus                                                          | Naamloos gereden met prototypelyntog.                                                                                        |
| Sjællænderen      | 1970-1974 | København – Esbjerg                                                        | Richting Kopenhagen ook vanaf Aarhus.                                                                                        |
| Slesvigeren       | 1970-1974 | København – Flensburg                                                      | |
| Storebælt         | 1963-1974 | Frederikshavn – København                                                  | In de andere richting Lillebælt                                                                                              |
| Sydvestjyden      | 1966-1991 | København – Kolding – Sønderborg /- Esbjerg – Struer                       | |
| Sønderjyden       | 1948-1966 | København – Sønderborg                                                     | Vervangen door Sydvestjyden. Tot 1965 werd de trein gesplist in Tinglev in een deel voor Sønderborg en een deel voor Tønder. |
| Uldjyden          | 1949-1974 | København – Herning – Thisted                                              | |
| Vendsyssel        | 1949-1974 | København – Frederikshavn                                                  | |
| Vesterhavet (I)   | 1937-1966 | København – Esbjerg – Struer                                               | Vervangen door Sydvestjyden.                                                                                                 |
| Vesterhavet (II)  | 1968-1974 | København – Esbjerg                                                        | |
| Vestjyden         | 1935-1937 | København – Esbjerg                                                        | Vervangen door Vesterhavet.                                                                                                  |
| Østjyden (I)      | 1935-1949 | København - Langå - Struer                                                 | Vervangen door Limfjorden.                                                                                                   |
| Østjyden (II)     | 1963-1974 | København – Aalborg                                                        | |